# ESO 243-49 HLX-1

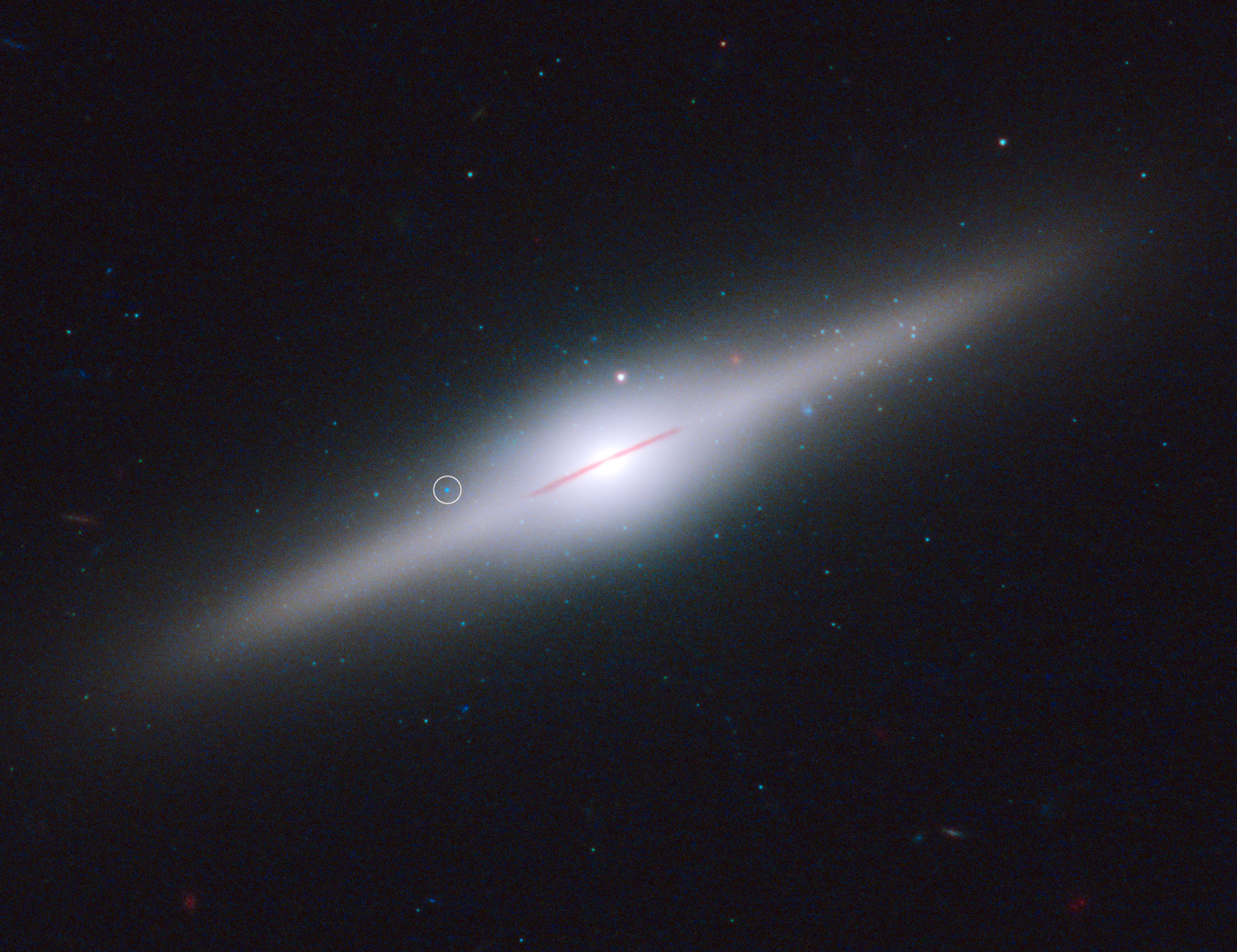
Galaktyka ESO 243-49 wraz z zaznaczoną kółkiem czarną dziurą HLX-1 (HST)

ESO 243-49 HLX-1 – pierwsza potwierdzona czarna dziura o masie pośredniej.
Obiekt HLX-1 (ang. Hyper-Luminous X-ray source – superjasne źródło promieniowania rentgenowskiego) został odkryty w 2009 roku za pomocą teleskopu kosmicznego XMM-Newton, należącego do Europejskiej Agencji Kosmicznej. Znajduje się około 290 milionów lat świetlnych od Ziemi. Jego masa szacowana jest na około 20 tysięcy M☉.
Pierwotnie czarna dziura należała najprawdopodobniej do galaktyki karłowatej, ale po zderzeniu galaktyk została wchłonięta przez większą galaktykę ESO 243-49. Czarna dziura otoczona jest młodymi, niebieskimi gwiazdami, które powstały w wyniku kolizji galaktyk przez zagęszczenie kosmicznego gazu.
Ponieważ trajektoria czarnej dziury nie jest jeszcze poznana, trudno przewidzieć jej przyszły los. Może ona poruszając się po spirali dotrzeć do jądra wielkiej galaktyki i ostatecznie połączyć się z supermasywną czarną dziurą znajdującą się w jej jądrze lub też może się poruszać po stabilnej orbicie wokół większej galaktyki. Prawdopodobnie niedługo – w miarę jak czarna dziura zużyje zapasy gazu – przestanie ona jasno świecić w paśmie rentgenowskim.